# 슐룸베르거
슐룸베르거(Schlumberger) (/ˈʃlʌmbərˌʒeɪ/)는 세계 최대 유전서비스(유전측정 · 자원관리) 업체이다. 파리, 휴스턴, 런던, 그리고 헤이그에 총 4개의 본사를 두고 있다.
현재 뉴욕 증권 거래소, 유로 넥스트, 및 런던 주식거래소 및 스위스 증권거래소에 상장되어 있으며 2016년 Fortune500 회사 중 287위에 선정되었다.

## 역사

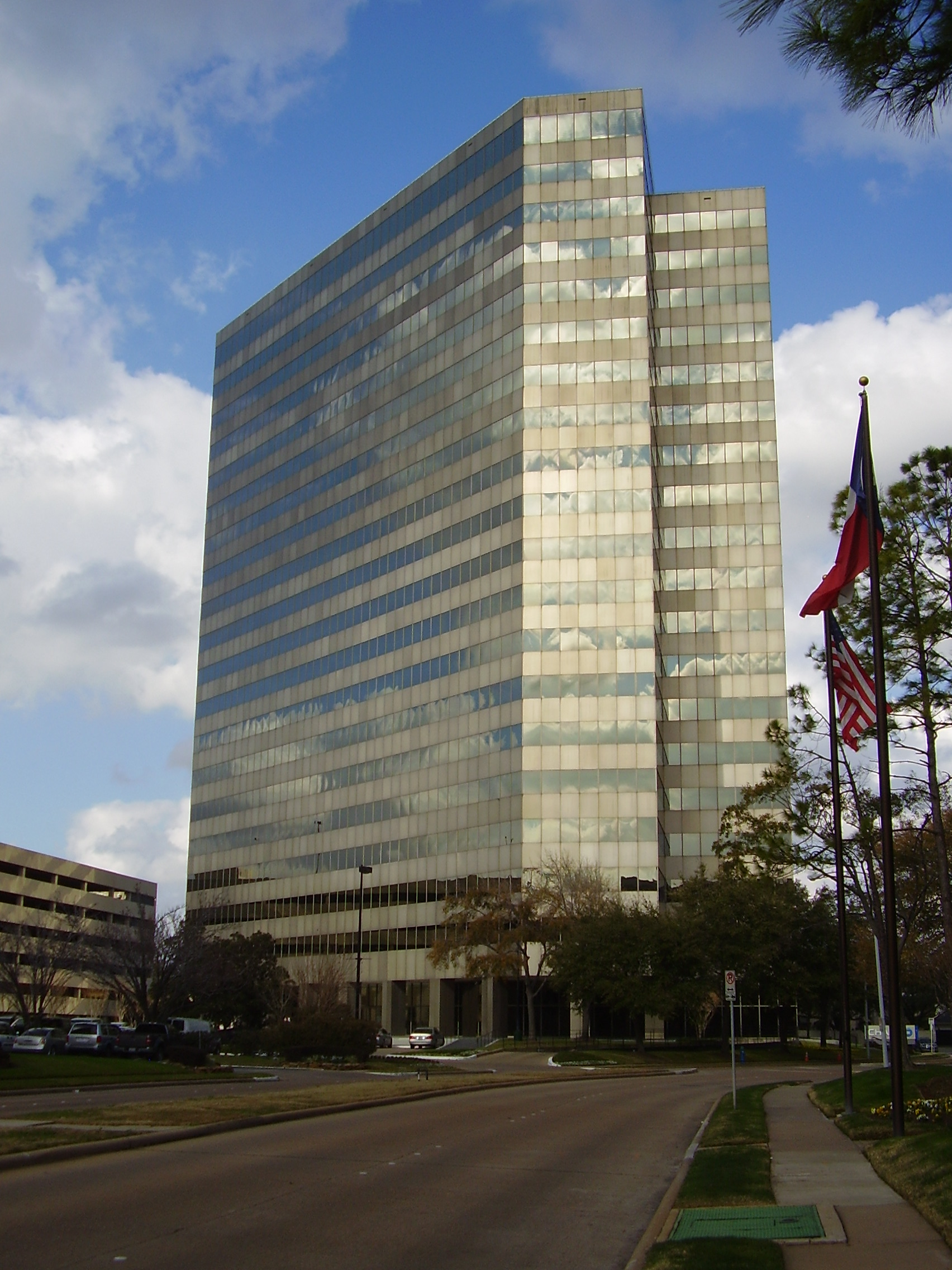
휴스턴에 위치한 행정건물